# Łęczno (gromada w powiecie piotrkowskim)
Łęczno – dawna gromada, czyli najmniejsza jednostka podziału terytorialnego Polskiej Rzeczypospolitej Ludowej w latach 1954–1972.
Gromady, z gromadzkimi radami narodowymi (GRN) jako organami władzy najniższego stopnia na wsi, funkcjonowały od reformy reorganizującej administrację wiejską przeprowadzonej jesienią 1954 do momentu ich zniesienia z dniem 1 stycznia 1973, tym samym wypierając organizację gminną w latach 1954–1972.
Gromadę Łęczno siedzibą GRN w Łęcznie utworzono – jako jedną z 8759 gromad na obszarze Polski – w powiecie piotrkowskim w woj. łódzkim, na mocy uchwały nr 35/54 WRN w Łodzi z dnia 4 października 1954. W skład jednostki weszły obszary dotychczasowych gromad Biała, Krzewiny, Kurnędz, Łazy, Łęczno, Podlubień i Wójtostwo oraz osada Fałek z dotychczasowej gromady Kłudzice ze zniesionej gminy Łęczno w tymże powiecie. Dla gromady ustalono 24 członków gromadzkiej rady narodowej.
31 grudnia 1961 do gromady Łęczno przyłączono wieś Adelinów, wieś i osadę gajową Bilska WOla, kolonię Bilska Wola A-B, wieś Dorotów, wieś Feliksów, wieś Karolinów, wieś Klementynów, wieś, osadę nadleśną, gajówkę i leśniczówkę Lubień, wieś Mikołajów, wieś Piotrków, wieś Salkowszczyzna oraz wieś Winduga ze zniesionej gromady Lubień.
Gromada przetrwała do końca 1972 roku, czyli do kolejnej reformy gminnej.